# Stazione di Caltanissetta Centrale
La stazione di Caltanissetta Centrale è la principale stazione ferroviaria della città di Caltanissetta.
È situata nei pressi del centro storico della città ed è frequentata da viaggiatori pendolari, impiegati o studenti provenienti dai centri vicini o in partenza verso Palermo o Catania. Un tempo era sede di un consistente traffico verso Catania, Messina e il continente ma si è fortemente ridotto a favore del trasporto su strada pubblico o individuale. È stazione di fermata per tutti i treni e origine per varie destinazioni.

## Storia
La stazione di Caltanissetta Centrale, che all'inizio si chiamava solo "Caltanissetta" venne realizzata nell'ambito della costruzione della ferrovia da Catania verso Canicattì e Licata, iniziata dalla Società Vittorio Emanuele. Faceva infatti parte del progetto per connettere mediante la strada ferrata le aree interne della Sicilia per il convogliamento verso il porto di Catania dei prodotti agricoli ma era soprattutto necessario per le zone zolfifere dell'area centro-orientale dell'Isola dirigendone i prodotti minerari verso i porti di imbarco. 
La stazione venne costruita in un pianoro in prossimità del centro abitato. Venne inaugurata il 24 settembre 1876 in concomitanza con l'apertura all'esercizio della tratta ferroviaria Caltanissetta-Canicattì di 28,871 km; ma si dovettero attendere ancora due anni perché l'8 aprile 1878 con l'apertura della Galleria Caltanissetta e del tratto di 6,3 km. si realizzasse il collegamento con la linea proveniente da Santa Caterina Xirbi e Catania, mentre si poteva proseguire per Palermo solo con un lungo giro via Aragona Caldare fino al 1885, anno in cui venne inaugurata la Galleria di Marianopoli che aprì il collegamento più breve da Palermo a Catania.
Nel 1943 i bombardamenti Alleati della seconda guerra mondiale danneggiarono gravemente il fabbricato viaggiatori, che venne restaurato nel dopoguerra.
Nel 1992 lo scalo fu interessato dall'elettrificazione della linea Catania-Agrigento.
Nel 1994 il deposito locomotive annesso alla stazione venne declassato a rimessa.
Nel 1999 la stazione fu posta sotto vincolo architettonico.

## Strutture e impianti

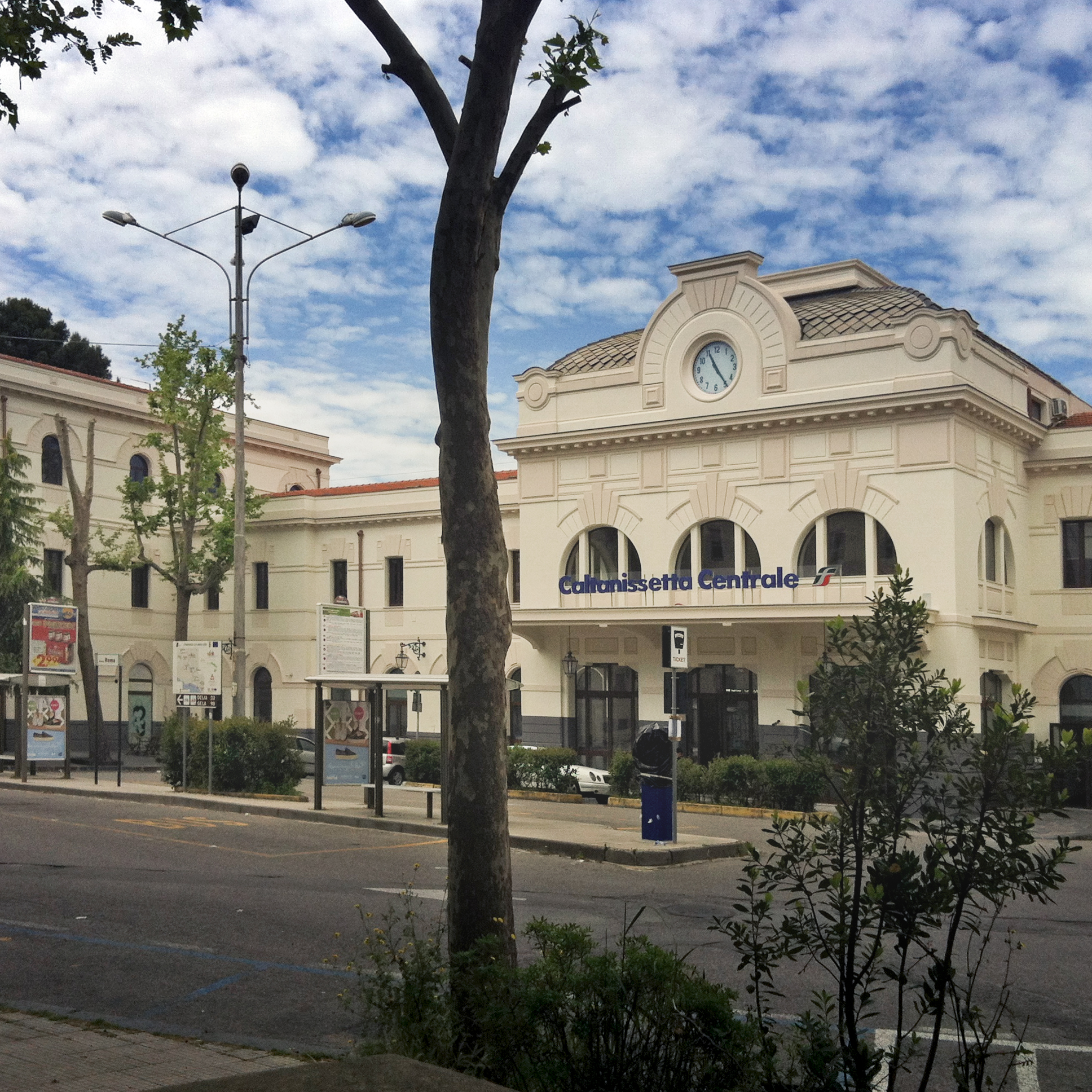
La stazione dopo il restauro, nel 2018

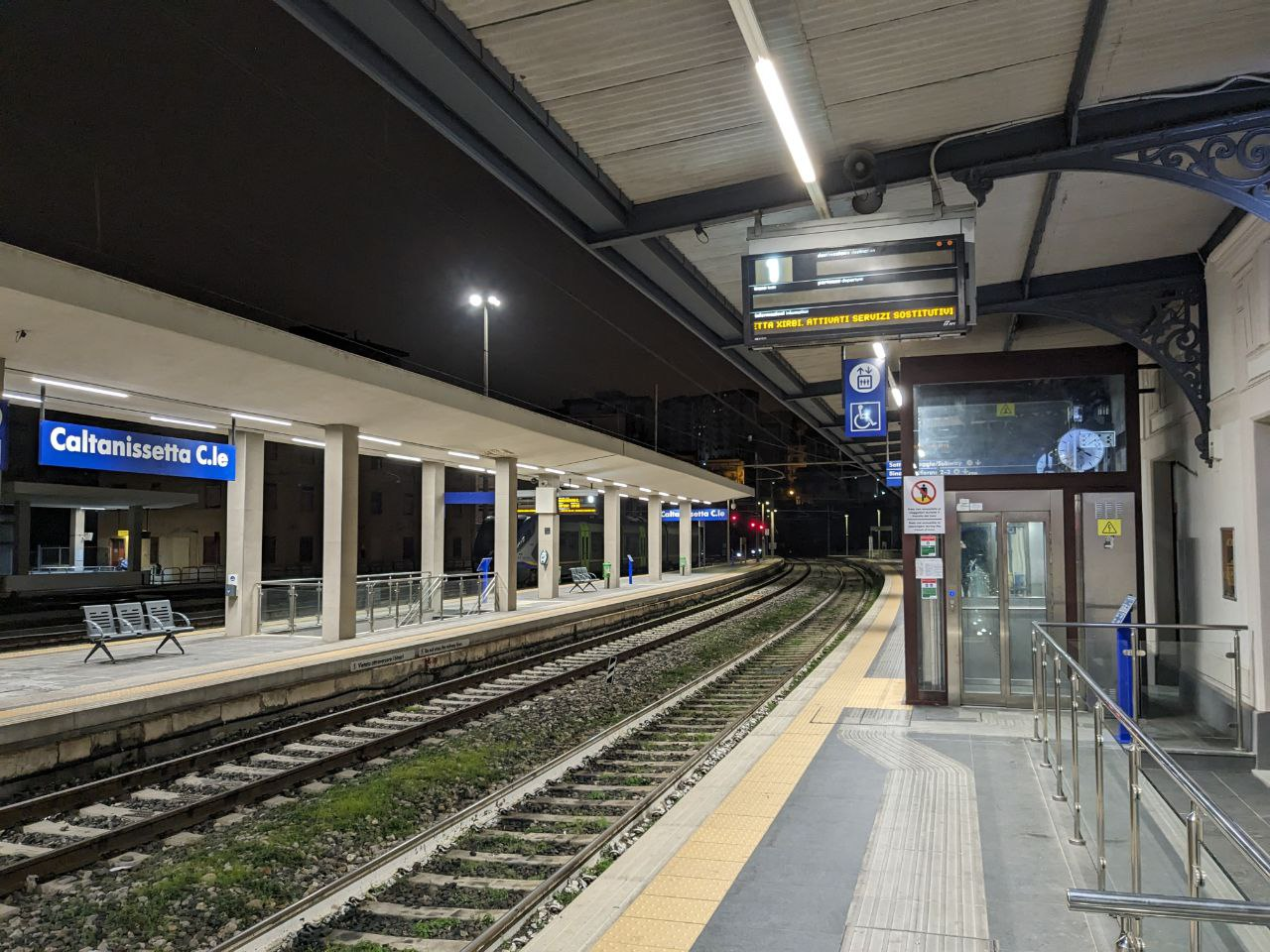
La stazione nel febbraio 2024

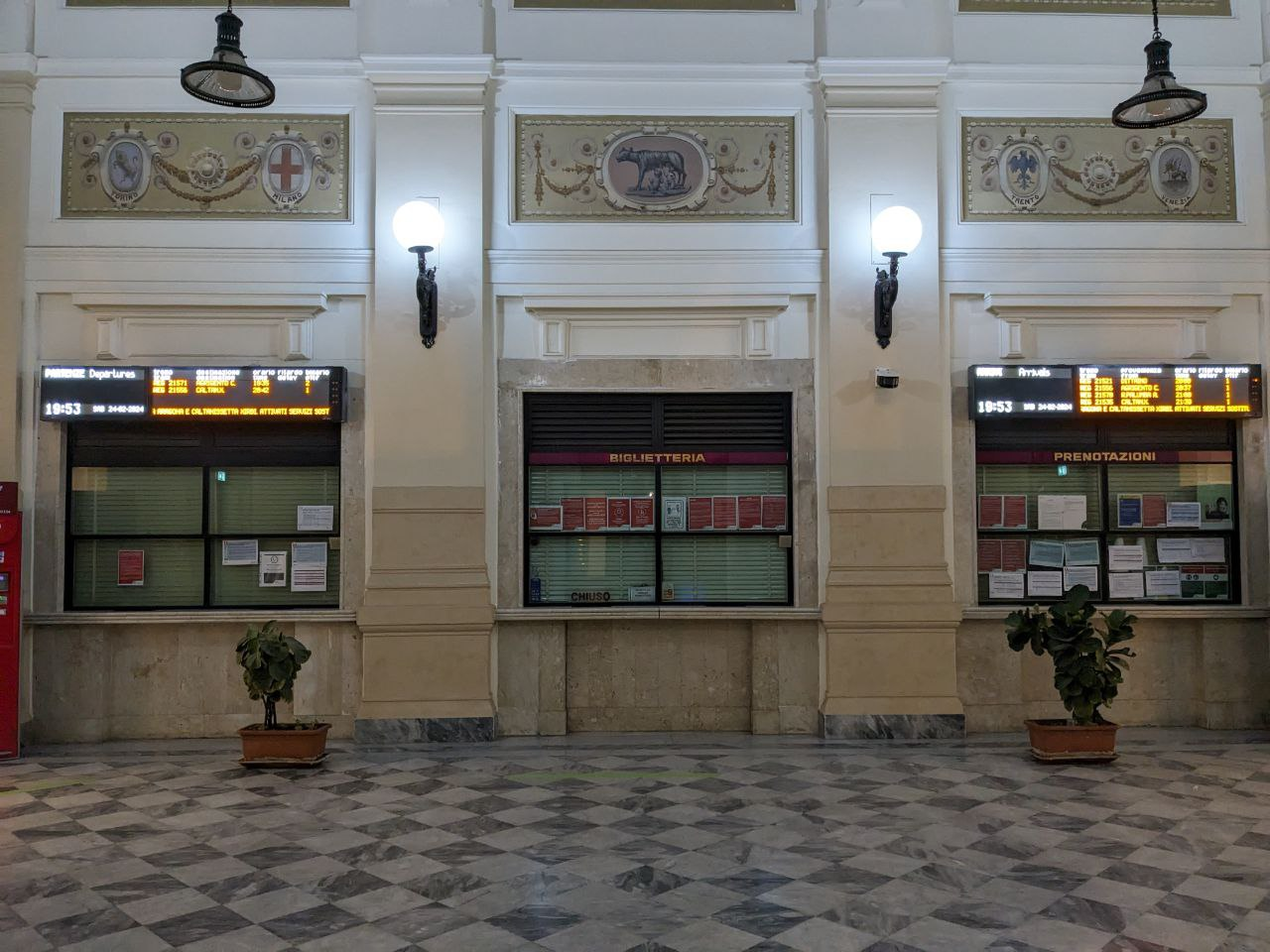
Ingresso principale della stazione

La stazione di Caltanissetta Centrale consiste di un elegante fabbricato, in stile vagamente "mitteleuropeo" con una elegante pensilina in ferro con colonne di ghisa in classico stile ferroviario su primo e secondo marciapiede, in un tratto leggermente curvilineo. L'edificio della stazione è posto a est dei binari e si sviluppa notevolmente anche in larghezza assumendo una forma a "C".
Adiacenti ad esso si trovano altri corpi laterali per servizi e magazzino merci. 
Negli anni ottanta vi è stato costruito un dormitorio a tre piani per il personale sul lato ovest.
Il fascio binari, per servizio viaggiatori, comprende il primo binario di transito e due binari di precedenza; vari binari per servizio merci e di ricovero si trovano sui due lati della stazione.
A sud ovest della stazione e ad essa collegato è il deposito locomotive, declassato a rimessa, gli impianti annessi e l'officina di riparazione, una torre dell'acqua e varie costruzioni di servizio accessorie. 
L'impianto dispone di piattaforma girevole, rifornitore di Gasolio e lubrificanti, ponte a bilico  da 40 t lungo 9 m. e sagoma limite.

## Movimento
La stazione è servita da treni regionali e regionali veloci svolti da Trenitalia nell'ambito del contratto di servizio stipulato con la Regione Siciliana. Le principali destinazioni sono Caltanissetta Xirbi, Roccapalumba Alia, Catania Centrale, Taormina, Agrigento Centrale, Palermo Centrale, Gela e Modica.
Dal 1953 al 2010 nella stazione hanno effettuato a lungo servizio gli espressi a lunga percorrenza Freccia del Sud (oggi soppressi) che collegavano Agrigento, Palermo e Siracusa con Milano e Roma (e viceversa).

## Servizi
La stazione dispone di:
- Biglietteria
- Biglietteria automatica
- Sala d'attesa
- Servizi igienici
- Annuncio sonoro treni in arrivo, in partenza e in transito
- Sottopassaggio pedonale
- Ascensori
- Bar
- Cappella

## Interscambi
- Fermata autobus
- Stazione taxi